# 北2条東 (札幌市)
北2条東（きたにじょうひがし）は、札幌市中央区の街区「北2条」の創成川以東の部分であり、東1丁目から東20丁目まで設置されている。郵便番号：060-0032

## 地理
北1条東と北3条東の間にある創成川以東の街区である。

## 施設
公園
- 旧永山武四郎邸・永山記念公園（東6丁目）

観光
- サッポロファクトリー（東3 - 5丁目）
- cube garden（東3丁目）

神社仏閣
- 弘法寺（東10丁目）
- 冨士大石寺顕正会札幌会館（東11丁目）

企業
- 資生堂北海道支社（東1丁目）
- ランタイムミュージックエンタテインメント（東2丁目）
- CREATIVE OFFICE CUE（東3丁目）
- 岩田地崎建設本社（東17丁目）

商業施設
- ホテル創成札幌 Mギャラリー（東3丁目）
- 苗穂駅前温泉「蔵の湯」（東13丁目）